# Den anden verden
 For alternative betydninger, se Den anden verden (flertydig). (Se også artikler, som begynder med Den anden verden)
Den første verden, den anden verden og den tredje verden er begreber der er blevet brugt til at opdele verdens nationer i tre kategorier.
Begrebet den anden verden bliver ikke brugt i så stort omfang mere, fordi de forhold som begrebet refererede til, for en stor dels vedkommende holdt op med at eksistere, efter Sovjetunionens sammenbrud i 1991.
De tre begreber opstod ikke samtidig. Efter 2. verdenskrig begyndte man at tale om NATO og Warszawapagten som to store blokke, ved at benytte begreber som "østblokken" og "vestblokken". Det blev dog hurtigt påpeget, at der var mange lande, der ikke passede ind i disse to kategorier, og i 1950'erne begyndte man at kalde disse lande for "den tredje verden". Derefter begyndte det for nogle at virke naturligt, at der også måtte være en "første verden" og en "anden verden".
Det blev almindeligt at referere til de lande der faldt inden for Sovjetunionens indflydelsessfære som den "anden verden". Ud over selve Sovjetunionen omfattede begrebet også størsteparten af Østeuropa, som var kontrolleret af sovjetisk støttede satellitregeringer, der arbejdede tæt sammen med Moskva. Begrebet den anden verden blev i visse tilfælde også brugt til at referere til lande, der havde en kommunistisk regering, men som stadig i en hvis udstrækning stod i modsætning til Moskva. Eksempler på sådanne lande er Kina, Albanien og Jugoslavien.
Der var imidlertid et antal lande, der ikke rigtigt passede ind i denne enkle definition af verdens opdeling, og de lande inkluderede blandt andet Schweiz, Sverige og Irland, der havde valgt ikke at være medlemmer af NATO og at være neutrale. Finland faldt ind under den sovjetiske indflydelsessfære, men var hverken kommunistisk eller et medlem af Warszawapagten. Østrig hørte under den amerikanske indflydelsessfære, men i 1955, da landet opnåede fuld uafhængighed, blev det på betingelse af, at landet forblev neutralt. Tyrkiet, der blev medlem af NATO i 1952, befandt sig ikke geografisk i Vesteuropa og var ikke industrialiseret. Spanien blev ikke medlem af NATO før 1982, da den kolde krig var ved at slutte og efter, at den fascistiske diktator Francisco Franco var død.
I de seneste årtier, hvor mange "udviklingslande" i stigende grad er begyndt at blive industrialiseret, er begrebet "den fjerde verden" opstået, som et begreb der refererer til de lande, der stadig mangler en industriel infrastruktur.